# Hiperdontia

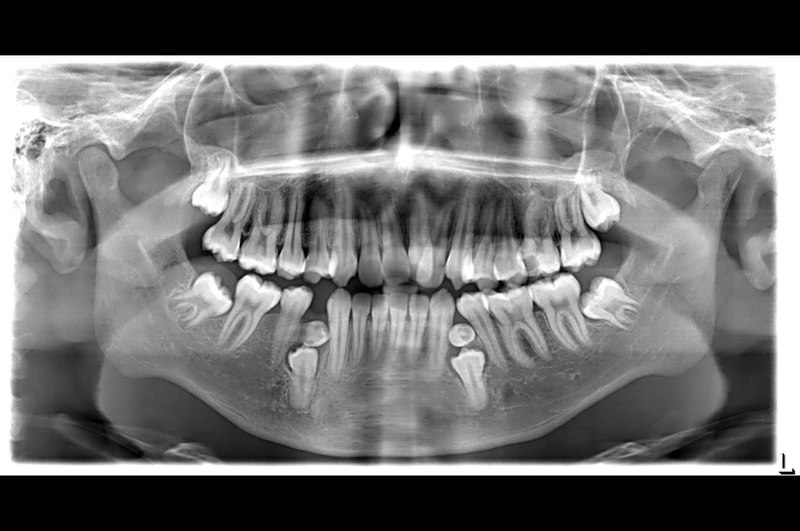
Radiografia Panorámica de Paciente con Hiperdoncia

Hiperdoncia, más conocida como dientes supernumerarios en la patología oral, son dientes que se agregan a la dentición normal y con mayor frecuencia en la dentición permanente.
Un diente supernumerario no tiene antecesor ni reemplazante. Generalmente tiene una sola raíz y puede semejarse estrechamente a los dientes del grupo al que pertenecen, cuando esto ocurre se le denominan suplementarios. Se ha sugerido que los supernumerarios se desarrollan a partir de un tercer germen dental, que surge de la lámina cercana al germen dental permanente o posiblemente de la división de este. 
En algunos casos parece que hay tendencia hereditaria a desarrollar dientes supernumerarios. Aunque en su gran mayoría, son de etiología desconocida. Su frecuencia es del 0.15 y 1.0 % en población caucásica con predominio del sexo masculino en 2:1. Sedano y Gorlin establecen que mesiodens se transmite como un rasgo autosómico dominante, con excepción de algunas generaciones. 
Es interesante y todavía inexplicable, el hecho de que alrededor de 90 % de todos los supernumerarios se presenten en el maxilar superior.

## Causas
Hay evidencia de factores hereditarios junto con alguna evidencia de factores ambientales que conducen a esta condición aunque en la actualidad, la hipótesis más probable sería la hiperactividad de la lámina dental.
Si bien un solo exceso de diente es relativamente común, la hiperdoncia múltiple es rara en personas sin otras enfermedades o síndromes asociados. Muchos dientes supernumerarios nunca entran en erupción, pero pueden retrasar la erupción de los dientes cercanos o causar otros problemas dentales o de ortodoncia. Los dientes adicionales de tipo molar son la forma más rara. Las radiografías dentales a menudo se usan para diagnosticar la hiperdoncia.
Se sugiere que los dientes supernumerarios se desarrollen a partir de un tercer brote de diente que surge de la lámina dental cerca del brote de diente regular o posiblemente de la división del mismo brote de diente regular. Los dientes supernumerarios en los dientes de hoja caduca (bebé) son menos comunes que en los dientes permanentes. 
La hiperdoncia se puede observar en una multitud de afecciones sindrómicas como: labio leporino / paladar hendido, displasia cleidocraneal (asociado al gen RUX2), síndrome de Gardner y síndrome de Sturge-Weber.
Cuando algunas de las afecciones descritas anteriormente ocurre, está indicada la remoción quirúrgica del supernumerario, tan pronto como sea posible. No es recomendable extraer el supernumerario cuando no está causando ninguna interferencia en la erupción y oclusión de los otros dientes, atraso o reabsorción de dientes vecinos o no está provocando dolor por la compresión. En esos casos, es mejor esperar la erupción y después remover quirurgicamente.

## Clasificación
Existen muchas clasificaciones de los dientes supernumerarios.

De acuerdo a su presentación, pueden ser:
- Aislados
- Múltiples

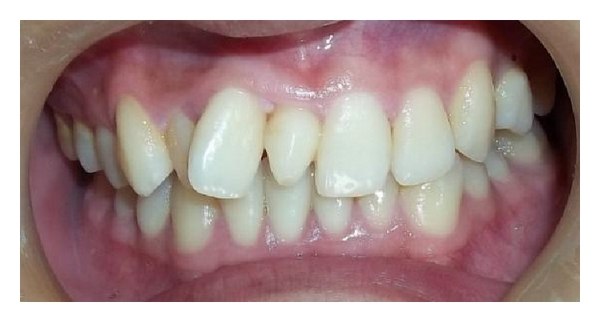
Presentación clínica de un diente supernumerario anterior (Mesiodens).

Los dientes supernumerarios aislados de acuerdo a su morfología, pueden ser:
- Suplementario (donde el diente tiene una forma normal para los dientes en esa serie);
- Tubercular (también llamado en forma de barril);
- Cónico (también llamado en forma de clavija);
- Rudimental;cónicos y pequeños;

De acuerdo a su ubicación, se los puede clasificar en:
- Diente Mesial de BolkMesiodens (entre los incisivos)

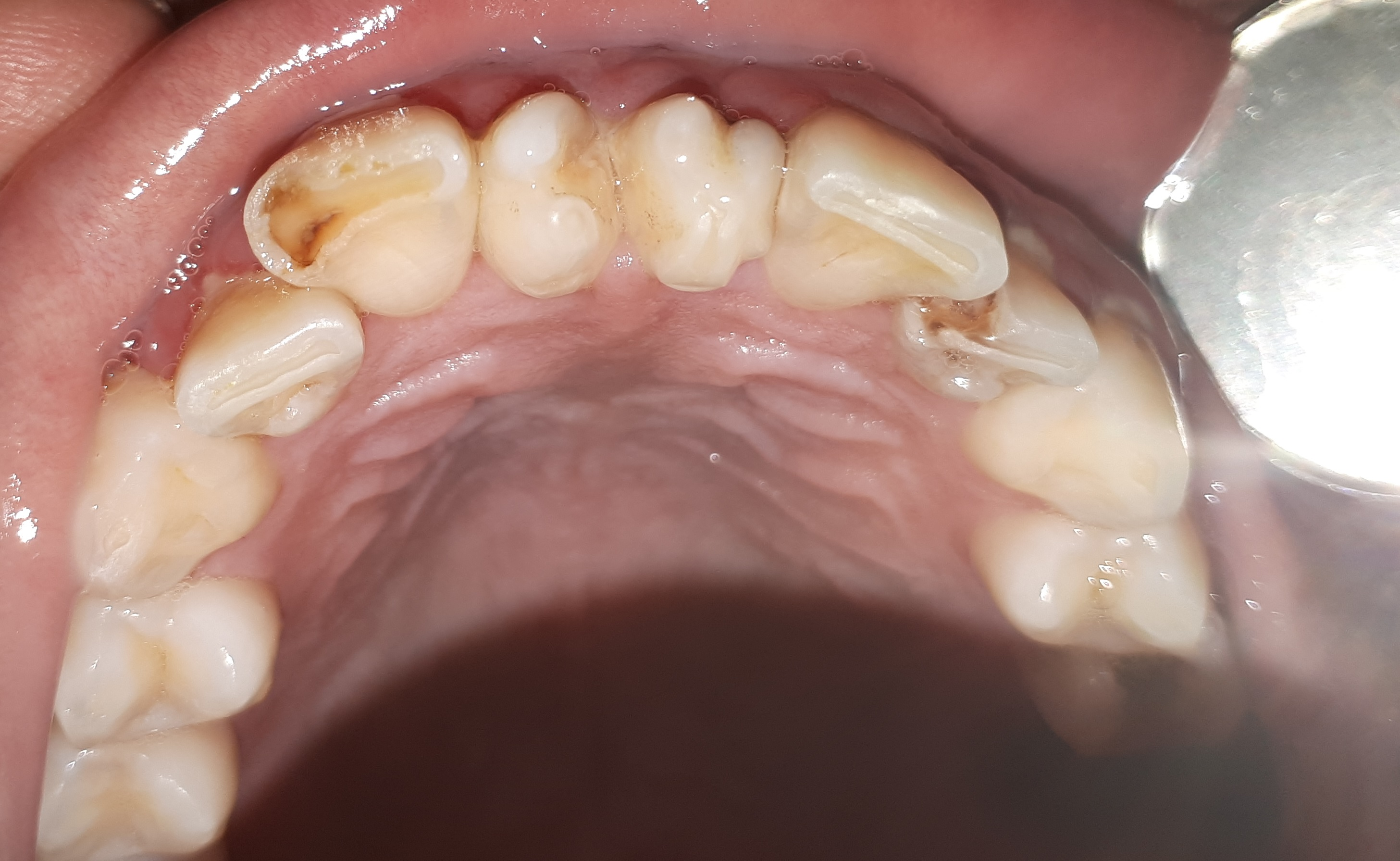
Diente Mesial de Bolk

- Paramolares (entre el primero y segundo molar)

- Distomolares (por detrás del tercer molar)

Según su erupción, se pueden clasificar en:
- Erupcionados
- Retenidos
- Incluidos

Además, pueden formar parte de odontomas.

## Aspecto macroscópico
Generalmente presentan una sola raíz, tienen un tamaño muy pequeño y a veces presentan aplasia de los lóbulos mesiales y distales con forma de cono (conoidismo), aunque muchas veces los cuartos molares pueden tener una morfología normal.